# Ras Nouadhibou
Ras Nouadhibou (in arabo رأس نواذيبو‎?; in spagnolo Cabo Blanco) è il nome di una penisola e di un promontorio dell'Africa nord-occidentale. Delimita il margine occidentale della baia dei Levrieri. Formalmente la penisola di Capo Bianco è divisa tra Mauritania e Sahara Occidentale: a quest'ultimo appartiene il lato occidentale, dove si trova il villaggio di La Guera, quasi abbandonato; sul lato orientale, mauritano, a poco più di un chilometro dal confine, sorge la città di Nouadhibou (Port-Étienne sino al 1960). La parte occidentale è rivendicata dal Marocco e dalla Repubblica Democratica Araba dei Sahraui (RASD), ma di fatto è anch'essa amministrata dalla Mauritania, visto che il muro marocchino corre a nord della penisola e non permette continuità fra essa e le zone controllate dalla RASD.

## Storia
Il toponimo Cabo Blanco (italiano: Capo Bianco) deve il suo nome alle rocce bianche che furono avvistate dal suo scopritore nel 1441. Secondo Gomes Eanes de Zurara, nella sua Crónica da Conquista e Descobrimento da Guiné, il navigatore Nuno Tristão fu il primo europeo ad avvistare il promontorio. Per Diogo Gomes, nella Relação do Descobrimento da Guiné, gli scopritori sarebbero stati Gonçalo de Sintra e Dinis Dias. Esiste un'altra teoria che collega Antão Gonçalves alla scoperta. Lo storico Vitorino Magalhães Godinho ha proposto che Nuno Tristão avesse appena avvistato il promontorio, ma il compito di sbarcarvi e di iniziare l'esplorazione sarebbe stato svolto da questi ultimi due navigatori, in una spedizione successiva, effettuata ancora nello stesso anno o forse all'inizio del 14421.
La Spagna rivendicò inizialmente i territori situati tra Capo Bianco e Capo Bojador nel 1885. In seguito, anche la Francia avrebbe rivendicato il Sahara Occidentale. Infine, i confini tra i possedimenti francesi in Nord Africa e il Sahara Spagnolo furono concordati in una convenzione franco-spagnola nel 1900.